# Grottazzolina
Grottazzolina är en ort och kommun i provinsen Fermo i regionen Marche i Italien. Kommunen hade 3 321 invånare (2018).